# Хуцієв Марлен Мартинович
Марле́н Марти́нович Хуці́єв (рос. Марлен Мартынович Хуциев; 4 жовтня 1925, Тбілісі, СРСР — 19 березня 2019, Москва, Росія) — радянський російський кінорежисер, сценарист, педагог. Заслужений діяч мистецтв РРФСР (1965). Народний артист РРФСР (1977). Народний артист СРСР (1986). Член Спілки кінематографістів Росії.

## Життєпис
Народився 4 жовтня 1925 року в Тбілісі, прізвище батька — Хуцішвілі. Ім'я Марлен походить від Маркс + Ленін. Закінчив режисерський факультет Всесоюзного державного інституту кінематографії (1952, майстерня І. Савченка). 
З 1955 р. — режисер Одеської кіностудії.
У 1959—1964 рр. — режисер кіностудії імені М. Горького, з 1965 року — студії «Мосфільм».

## Фільмографія
- «Ляна» (1955, асистент режисера)

### Режисер-постановник
- «Весна на Зарічній вулиці» (1956, у співавт. з Феліксом Миронером; Одеська кіностудія. Бронзова медаль на VI Міжнародному кінофестивалі молоді в Москві, 1957)
- «Два Федори» (1958, Одеська кіностудія)
- «Мені двадцять років» (1964, «Мосфільм»)
- «Липневий дощ» (1967, «Мосфільм»)
- «Був місяць травень» (1970, телефільм)
- «Червоне вітрило Парижа» (1971, телевізійний, документальний)
- «І все-таки я вірю...» (1974, документальний, у співавт.)
- «Післямова» (1983, «Мосфільм»)
- «Нескінченність» (1991, «Мосфільм»)
- «Люди 1941 року» (2001, документальний) та ін.

### Сценарист
- «Вулиця молодості» (1958, у співавт. з Ф. Миронером, Одеська кіностудія)
- «Мені двадцять років» (1964, у співавт., «Мосфільм»)
- «Липневий дощ» (1967, у співавт., «Мосфільм»)
- «Післямова» (1983, «Мосфільм»)
- «Джура — мисливець з Мін-Архара» (1985, у співавт.)
- «Нескінченність» (1991, «Мосфільм»)
- «Люди 1941 року» (2001, у співавт., документальний) та ін.

## Сім'я
- батько — Мартин Леванович Хуцієв (Хуцішвілі) (1900—1937), більшовик, комісар Четвертої гаубичної дивізії, потім заступник наркому внутрішньої і зовнішньої торгівлі СРСР, в роки Великого терору репресований і розстріляний.
- мати — Нина Михайлівна Утенелішвілі (1905—1957), актриса, походила з дворянського роду.
- дружина — Ірина Семенівна Соловйова (1928—2019), помічник і колега Марлена Хуцієва, сценарист за фахом, закінчила ВДІК, працювала членом сценарної редколегії кіностудії імені Горького, багаторічна колега Марлена Хуцієва.
- син — Ігор Марленовіч Хуцієв; режисер і сценарист; закінчив режисерський факультет ВДІКу, навчався у Михайла Ромма і Льва Куліджанова.
  - Онука — Ніна Хуциєва, закінчила китайське відділення МДУ.